# 乔治·奥威尔广场
乔治·奥威尔广场（加泰罗尼亚语：Plaça de George Orwell）是西班牙巴塞罗那的一个广场。位于旧城区的哥特区。

## 名称
该广场开辟于1990年。在最初的六年里，广场没有正式名称，俗称为 "plaza del tripi",指的是主宰该广场的超现实主义雕塑，是莱安德雷·克里斯托弗（Leandre Cristòfol）的作品,以及该地区常见的 trapicheo。
1996年，市议会决定将广场以乔治·奥威尔命名。这位英国作家在1936-1937年住在巴塞罗那，是一名马克思主义统一工人党的战士, 作为志愿者来到前线参加共和派一方作战。1938年，奥威尔发表描写西班牙内战的成名作《向加泰罗尼亚致敬》，描写他在西班牙的经历，作品特别描绘了旧城区兰布拉大道及其周围环境的场景， 因此市议会选择了附近的一个空间，以他命名。